# プリシラ・アーン・ベスト
『プリシラ・アーン・ベスト』はプリシラ・アーンの7枚目のアルバムで、自身初のベストアルバム。ユニバーサルミュージックより、2014年7月23日に発売された。

## 解説
NHK BSプレミアムドラマ『そこをなんとか2』のために書き下ろした新曲「ベスト・アイ・キャン」、マツモトキヨシのCMソングとして書き下ろした「Storyは街角に」を収録。ジブリ作品から「カントリー・ロード （アコースティック）」「風の谷のナウシカ」「やさしさに包まれたなら」の3つの楽曲がカバーされている。全16曲を収録。

## 収録曲
1. ベスト・アイ・キャン (Best I Can)
  - 作詞・作曲：プリシラ・アーン、ウェンディ・ウォン／日本語詞：いしわたり淳治
  - 新曲。NHK BSプレミアムドラマ『そこをなんとか2』主題歌。
2. ドリーム (Dream)
  - 作詞・作曲：プリシラ・アーン
  - アルバム『グッド・デイ』（2008年）より。
3. やさしさに包まれたなら
  - 作詞・作曲：荒井由実
  - アルバム『ナチュラル・カラーズ』（2012年）より。
4. 恋する時間 (I Don't Have Time to Be in Love)
  - 作詞・作曲：プリシラ・アーン、チャーリー・ワダムス
  - アルバム『幸せのみつけ方』（2011年）より。
5. アイル・ビー・ヒア (I'll Be Here)
  - 作詞・作曲：プリシラ・アーン／日本語詞：いしわたり淳治
  - アルバム『ホーム〜マイ・ソング・ダイアリー』（2012年）より。
6. イン・ア・トゥリー (In a Tree)
  - 作詞・作曲：プリシラ・アーン
  - 日本限定ミニ・アルバム『イン・ア・トゥリー』（2009年）より。
7. 風
  - 作詞：北山修／作曲：端田宣彦
  - アルバム『ここにいること』（2013年）の日本盤ボーナス・トラック。
8. リーヴ・ザ・ライト・オン (Leave the Light On)
  - 作詞・作曲：プリシラ・アーン
  - アルバム『グッド・デイ』より。
9. リメンバー・ハウ・アイ・ブローク・ユア・ハート (Remember How I Broke Your Heart)
  - 作詞・作曲：プリシラ・アーン
  - アルバム『ここにいること』より。
10. 幸せのみつけ方 (When You Grow Up)
  - 作詞・作曲：プリシラ・アーン、ジェイク・ブラントン
  - アルバム『幸せのみつけ方』より。
11. カントリー・ロード (アコースティック) (『耳をすませば』より)
  - 作詞・作曲：ビル・ダノフ、キャサリン・ダノフ、ジョン・デンバー／日本語詞：鈴木麻実子／補作：宮崎駿
  - アルバム『幸せのみつけ方』の日本盤ボーナス・トラック。
12. Storyは街角に (Stop, Look, Lie)
  - 作詞・作曲：プリシラ・アーン
  - アルバム『ここにいること』の日本盤ボーナス・トラック。
13. サヨナラCOLOR〜英語ヴァージョン
  - 作詞・作曲：永積タカシ／英語詞：プリシラ・アーン
  - アルバム『ナチュラル・カラーズ』より。
14. ウォールフラワー (Wallflower)
  - 作詞・作曲：プリシラ・アーン
  - アルバム『グッド・デイ』より。
15. 風の谷のナウシカ
  - 作詞：松本隆／作曲：細野晴臣
  - アルバム『ナチュラル・カラーズ』より。
16. ベスト・アイ・キャン〜アコースティック・ヴァージョン (Best I Can: English Acoustic Version)
  - 作詞・作曲：プリシラ・アーン、ウェンディ・ウォン
  - 英語詞による歌唱で、『そこをなんとか2』の挿入歌に使用された。